# Doktor Ajbolit
Doktor Ajbolit (Доктор Айболит) è un film del 1938 diretto da Vladimir Viktorovič Nemoljaev.